# U23-Weltmeisterschaften im Rudern 2014

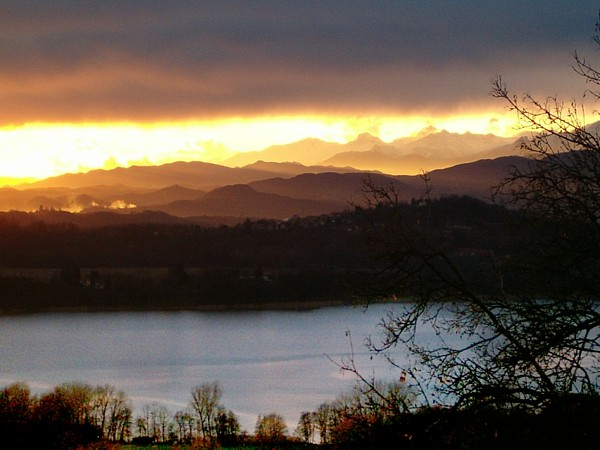
Lago di Varese

Die U23-Weltmeisterschaften im Rudern 2014 fanden vom 23. bis 27. Juli 2014 in Varese in Italien statt. Die Wettbewerbe wurden auf dem Lago di Varese über die olympische Wettkampfdistanz von 2000 Metern ausgetragen.
2012 wurden in Varese die Ruder-Europameisterschaften ausgetragen.
Bei den Meisterschaften wurden 21 Wettbewerbe ausgetragen, davon zwölf für Männer und neun für Frauen.
Teilnahmeberechtigt war eine Mannschaft je Wettbewerbsklasse aus allen Mitgliedsverbänden des Weltruderverbandes. Eine Qualifikationsregatta existierte nicht.

## Ausgeschriebene Wettbewerbe
| Männer           | Frauen           |
| ---------------- | ---------------- |
| Einer            | Einer            |
| LGW-Einer        | LGW-Einer        |
| Doppelzweier     | Doppelzweier     |
| LGW-Doppelzweier | LGW-Doppelzweier |
| Doppelvierer     | Doppelvierer     |
| LGW-Doppelvierer | LGW-Doppelvierer |
| Zweier ohne      | Zweier ohne      |
| LGW-Zweier ohne  |                  |
| Vierer ohne      | Vierer ohne      |
| LGW-Vierer ohne  |                  |
| Vierer mit       |                  |
| Achter           | Achter           |

## Ergebnisse
Hier sind die Medaillengewinner aus den A-Finals aufgelistet. Diese waren mit sechs Booten besetzt, die sich über Vor- und Hoffnungsläufe sowie Viertel- und Halbfinals für das Finale qualifizieren mussten. Die Streckenlänge betrug in allen Läufen 2000 Meter.

### Männer
| Bootsklasse                                   | Gold | Gold    | Silber | Silber  | Bronze | Bronze  |
| --------------------------------------------- | --- | ------- | --- | ------- | --- | ------- |
| Einer (BM1x)                                  | Tschechien Michal Plocek | 6:49,15 | Polen Natan Węgrzycki-Szymczyk | 6:51,02 | Litauen Zygimantas Galisanskis | 6:52,56 |
| Leichtgewichts-Einer (BLM1x)                  | Vereinigte Staaten Andrew Campbell Jr | 6:54,49 | Türkei Enes Kuşku | 7:00,14 | Italien Francesco Pegoraro | 7:00,58 |
| Doppelzweier (BM2x)                           | Frankreich Mickaël Marteau Albéric Cormerais | 6:20,29 | Litauen Aurimas Adomavičius Rolandas Maščinskas                                                                                             | 6:20,70 | Vereinigtes Königreich Angus Groom Jack Beaumont | 6:21,21 |
| Leichtgewichts-Doppelzweier (BLM2x)           | Deutschland Moritz Moos Jason Osborne | 6:22,31 | Niederlande Conno Kuyt Bart Lukkes | 6:24,50 | Frankreich Pierre Houin Eloi Debourdeau | 6:24,51 |
| Doppelvierer (BM4x)                           | Schweiz Damien Tollardo Augustin Maillefer Roman Röösli Barnabé Delarze                                                                              | 5:48,95 | Ukraine Yuriy Ivanov Anton Bondarenko Artem Verestiuk Andrii Mykhailov                                                                      | 5:50,90 | Deutschland Ole Daberkow Gilbert Klinger Nicolas Schlüter Tom Christofzik                                                                                   | 5:51,32 |
| Leichtgewichts-Doppelvierer (BLM4x)           | Frankreich Maxime Demontfaucon Gaël Chocheyras Thibault Lecomte Quentin Varnier                                                                      | 5:54,91 | Italien Paolo Ghidini Edoardo Buoli Edoardo Margheri Matteo Mulas                                                                           | 5:56,09 | Dänemark Fredrik Leicht Oliver Thomsen Alexander Modest Peter Holmquist                                                                                     | 5:56,66 |
| Zweier ohne Steuermann (BM2-)                 | Italien Matteo Lodo Giuseppe Vicino | 6:28,48 | Australien Jack Hargreaves Nicholas Wheatley                                                                                                | 6:32,07 | Serbien Viktor Pivač Martin Mačković | 6:33,91 |
| Leichtgewichts-Zweier ohne Steuermann (BLM2-) | Tschechien Jan Hajek Michael Humpolec | 6:43,97 | Vereinigtes Königreich Wilf Kimberley Charles Waite-Roberts                                                                                 | 6:44,47 | Kanada Grayson Gray James Myers | 6:44,96 |
| Vierer ohne Steuermann (BM4-)                 | Italien Cesare Gabbia Marco Di Costanzo Giovanni Abagnale Vincenzo Abbagnale                                                                         | 5:55,37 | Deutschland Jakob Schneider Richard Bensmann Maximilian Korge Johannes Weißenfeld                                                           | 5:56,28 | Rumänien Vlad Dragoș Aicoboae Toader-Andrei Gontaru Marius-Vasile Cozmiuc Adrian Damii                                                                      | 5:57,19 |
| Leichtgewichts-Vierer ohne Steuermann (BLM4-) | Spanien Alvaro Romero Garcia Jaime de Haz Ander Zabala Artetxe Imanol Garmendia Maiz                                                                 | 6:02,35 | Vereinigtes Königreich Jamie Copus Iain Mandale Timothy Richards Joel Cassells                                                              | 6:04,75 | Italien Guido Gravina Alberto di Seyssel Stefano Oppo Paolo Di Girolamo                                                                                     | 6:05,20 |
| Vierer mit Steuermann (BM4+)                  | Kanada Trofym Anderson Michael Thornton Martin Barakso Tim Schrijver Jacob Koudys (Stm.)                                                             | 6:13,85 | Neuseeland Alexander Bardoul Anthony Allen Patrick McInnes Michael Brake Sam Bosworth (Stm.)                                                | 6:14,49 | Frankreich Damien Gallet Paul Jacquot Quentin Stender Guillaume Ampe Robin le Barreau (Stm.)                                                                | 6:19,32 |
| Achter (BM8+)                                 | Neuseeland Thomas Murray George Howard Shaun Kirkham Isaac Grainger Jonathan Wright Alex Kennedy Brook Robertson Stephen Jones Caleb Shepherd (Stm.) | 5:28,82 | Australien James Medway Timothy Masters Benjamin Coombs Simon Keenan Louis Snelson Aaron Wright Henry Meek Charles Risbey Stuart Sim (Stm.) | 5:30,45 | Vereinigte Staaten Justin Jones James Hamp Gregory Davis Kaess Smit Spencer Hall Trevor Weaser Patrick Konttinen Alexander Perkins Louis Lombardi Jr (Stm.) | 5:32,18 |

### Frauen
| Bootsklasse                         | Gold | Gold    | Silber | Silber  | Bronze | Bronze  |
| ----------------------------------- | --- | ------- | --- | ------- | --- | ------- |
| Einer (BW1x)                        | Litauen Milda Valčiukaitė | 7:27,33 | Italien Sara Magnaghi | 7:31,48 | Deutschland Anne Beenken | 7:36,00 |
| Leichtgewichts-Einer (BLW1x)        | Niederlande Ilse Paulis | 7:37,18 | Griechenland Aikaterini Nikolaidou | 7:41,58 | Belgien Eveline Peleman | 7:44,35 |
| Doppelzweier (BW2x)                 | Rumänien Viviana Iuliana Bejinariu Ioana Vrînceanu | 7:01,83 | Norwegen Inger Kavlie Marianne Madsen | 7:06,18 | Frankreich Marie Jacquet Daphne Socha | 7:08,15 |
| Leichtgewichts-Doppelzweier (BLW2x) | Neuseeland Sophie MacKenzie Zoe McBride | 6:59,37 | Rumänien Andreea Asoltanei Ionela-Livia Lehaci | 7:03,68 | Australien Georgia Miansarow Georgia Nesbitt | 7:07,31 |
| Doppelvierer (BW4x)                 | Russland Alexandra Smirnova Wassilissa Stepanowa Iuliia Volgina Ekaterina Kurochkina                                                                                | 6:25,20 | Polen Ariana Borkowska Marta Wieliczko Joanna Dittmann Monika Ciaciuch | 6:26,52 | Neuseeland Ashlee Rowe Kristen Froude Brooke Donoghue Claudia Hyde                                                                                        | 6:30,19 |
| Leichtgewichts-Doppelvierer (BLW4x) | Deutschland Ronja Fini Sturm Samantha Nesajda Carolin Franzke Franziska Kreutzer                                                                                    | 6:39,67 | Italien Serena Lo Bue Valentina Rodini Greta Masserano Giorgia Lo Bue | 6:40,80 | Schweiz Leanne Kunz Adeline Seydoux Fanny Belais Pauline Delacroix                                                                                        | 6:43,55 |
| Zweier ohne Steuerfrau (BW2-)       | Neuseeland Grace Prendergast Kerri Gowler | 7:02,89 | Vereinigte Staaten Agatha Nowinski Jessica Eiffert | 7:15,84 | Australien Jessie Allen Genevieve Horton | 7:17,74 |
| Vierer ohne Steuerfrau (BW4-)       | Vereinigte Staaten Kendall Chase Erin Boxberger Molly Bruggeman Erin Reelick                                                                                        | 6:43,24 | Neuseeland Johannah Kearney Olivia Loe Kelsi Walters Emma Dyke | 6:45,91 | Kanada Zoe Alexandra Fettig-Winn Michelle Aylard Hillary Janssens Nicole Hare                                                                             | 6:47,42 |
| Achter (BW8+)                       | Vereinigte Staaten Jessica Eiffert Elizabeth Youngling Kathryn Roach Erin Boxberger Molly Bruggeman Erin Reelick Kendall Chase Agatha Nowinski Lindsay Meltz (Stf.) | 6:07,88 | Vereinigtes Königreich Katie Bartlett Anastasia Merlott Chitty Melissa Wilson Georgia Francis Samantha Courty Ruth Whyman Fiona Gammond Nicole Lamb Morgan Baynham-Williams (Stf.) | 6:11,76 | Deutschland Meike Dütsch Svenja Leemhuis Elisaveta Sokolkova Alexandra Höffgen Sara Davids Frauke Hacker Sophie Oksche Marisa Staelberg Inga Thöne (Stf.) | 6:12,74 |

## Medaillenspiegel
| Platz | Land                   | Gold | Silber | Bronze | Gesamt |
| ----- | ---------------------- | ---- | ------ | ------ | ------ |
| 1     | Neuseeland             | 3    | 2      | 1      | 6      |
| 2     | Vereinigte Staaten     | 3    | 1      | 1      | 5      |
| 3     | Italien                | 2    | 3      | 2      | 7      |
| 4     | Deutschland            | 2    | 1      | 3      | 6      |
| 5     | Frankreich             | 2    |        | 3      | 5      |
| 6     | Tschechien             | 2    |        |        | 2      |
| 7     | Litauen                | 1    | 1      | 1      | 3      |
| 7     | Rumänien               | 1    | 1      | 1      | 3      |
| 9     | Niederlande            | 1    | 1      |        | 2      |
| 10    | Kanada                 | 1    |        | 2      | 3      |
| 11    | Schweiz                | 1    |        | 1      | 2      |
| 12    | Russland               | 1    |        |        | 1      |
| 12    | Spanien                | 1    |        |        | 1      |
| 14    | Vereinigtes Königreich |      | 3      | 1      | 4      |
| 15    | Australien             |      | 2      | 2      | 4      |
| 16    | Polen                  |      | 2      |        | 2      |
| 17    | Griechenland           |      | 1      |        | 1      |
| 17    | Norwegen               |      | 1      |        | 1      |
| 17    | Türkei                 |      | 1      |        | 1      |
| 17    | Ukraine                |      | 1      |        | 1      |
| 21    | Belgien                |      |        | 1      | 1      |
| 21    | Dänemark               |      |        | 1      | 1      |
| 21    | Serbien                |      |        | 1      | 1      |
| Summe | Summe                  | 21   | 21     | 21     | 63     |